# Roland T. Bird

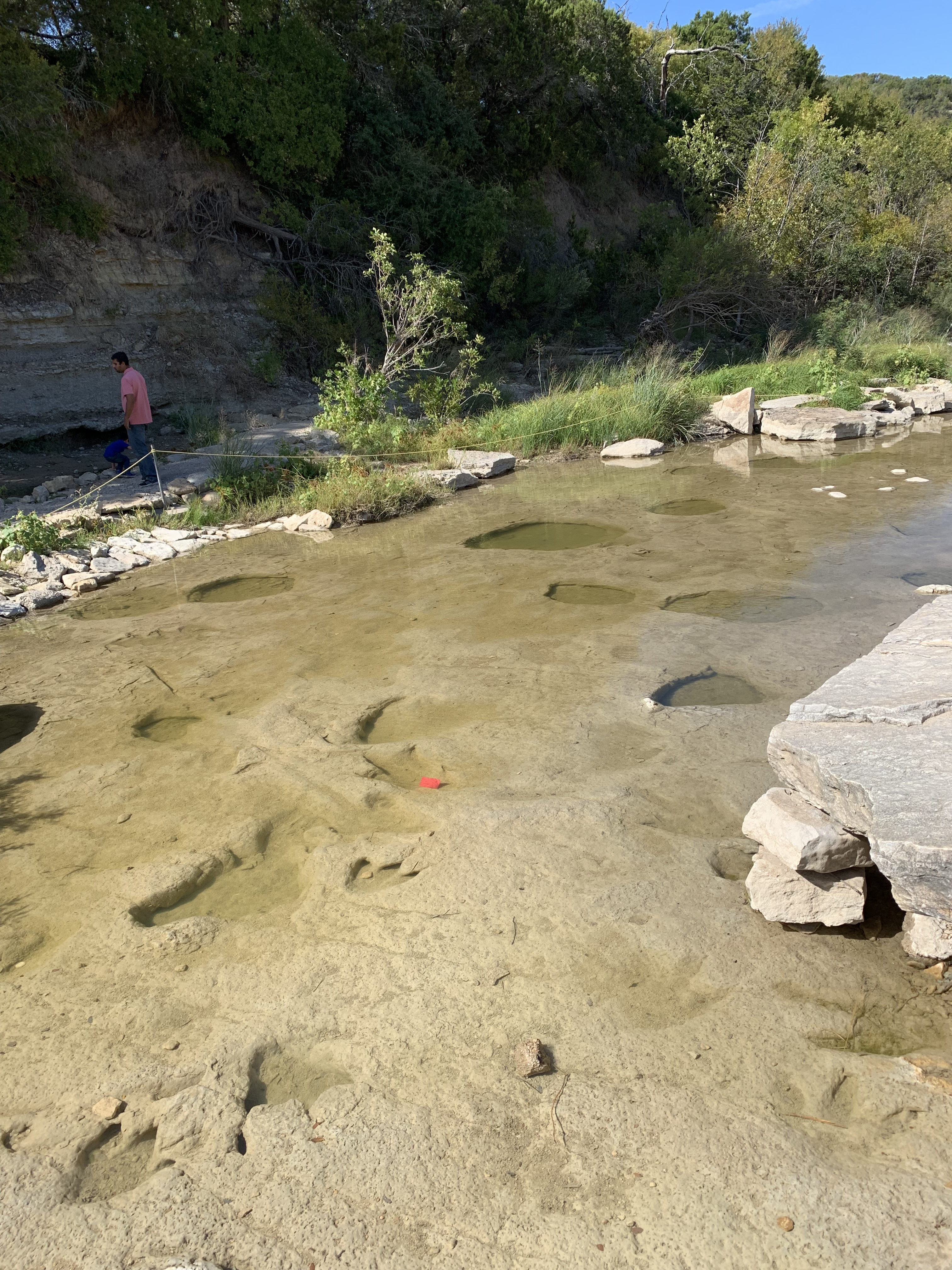
Fosilní stopy dinosaurů u řeky Paluxy

Roland Thaxter Bird (29. prosince 1899 – 24. ledna 1978) byl americký přírodovědec a paleontolog, který se specializoval zejména na výzkum fosilních stop. Proslavil se především výzkumem dinosauřích stop v texaské lokalitě Glen Rose (u řeky Paluxy), pozdější území Dinosaur Valley State Park. Ve 30. a 40. letech 20. století pracoval pro slavného paleontologa Barnuma Browna a pro Americké přírodovědné muzeum v New Yorku.
V pozdější době se zdejší fosilie staly objektem zájmu kreacionistů "Mladé Země". Ti spatřovali v některých "ploskochodných" stopách menších dravých dinosaurů stopy člověka a tvrdili, že lidé a dinosauři žili společně. To je však veškerou paleontologickou evidencí vyvráceno. Bylo dokonce zjištěno, že někteří lidé zde občas stopy uměle vyrývali do podloží.